# Marko Zdralek
Marko Zdralek (* 8. Dezember 1973 in Bad Griesbach im Rottal) ist ein deutscher Komponist und Musikwissenschaftler.

## Leben

### Ausbildung
Nach dem Abitur am St.-Gotthard-Gymnasium in Niederalteich (Absolvia 1993) absolvierte er ein Studium für Musik für das Lehramt an Gymnasien an der Staatlichen Hochschule für Musik in München, das er im Jahre 2001 mit dem ersten Staatsexamen abschloss. Zudem studierte er an der Ludwig-Maximilians-Universität München die Fächer Musikwissenschaft, Philosophie und Germanistik. Ab 1998 erweiterte er sein Studium um das Fach „Komposition“ an der Staatlichen Hochschule für Musik Würzburg in der Kompositionsklasse von Heinz Winbeck.

### Lehrtätigkeit
Zdralek unterrichtete Musiktheorie, Analyse und Musikgeschichte an den Musikhochschulen Würzburg, Nürnberg und der Musikschule Regensburg. Derzeit lehrt er an der Akademie für Tonkunst Darmstadt und hat seit 2010 eine Professur an der Hochschule für evangelische Kirchenmusik Bayreuth inne.

### Kompositionen
Als Komponist beschäftigt er sich mit neuen Formen des Musiktheaters (z. B. Musik-Tanztheater „Sansara“ (2002), „monumentum aquae“ (2006)). Daneben spielt bei Zdralek die Idee des Werkzyklus eine wichtige Rolle, zum Beispiel das fünfteilige Projekt „Terra deserta“.

### Festivalleitung
Seit April 2024 ist Zdralek zusammen mit Maximilian Ponader als Nachfolger von Helmut Bieler und Wolfram Graf Leiter des Festivals Zeit für Neue Musik Bayreuth.

## Auszeichnungen
Für sein künstlerisches Schaffen erhielt Zdralek im Jahre 2006 den Bayerischen Staatspreis zur Förderung junger Künstler, wobei der Laudator folgendes hervorhob: „Nie würde sich Zdralek vordergründig irgendwelchen effektvollen Modetrends anschließen. Vielmehr versucht er stets, den Dingen auf den Grund zu gehen. Seine von faustischem Forscherdrang geprägte Herangehensweise schlägt sich in allen Kompositionen nieder.“